# Дерик Брассар
 Дерик Брассар (фр. Derick Brassard, нар. 22 вересня 1987, Галл) — канадський хокеїст, центральний нападник клубу НХЛ «Оттава Сенаторс». Гравець збірної команди Канади.

## Ігрова кар'єра
Хокейну кар'єру розпочав 2003 року в ГЮХЛК виступами за команду «Драммонвіль Волтіжерс».
2006 року був обраний на драфті НХЛ під 6-м загальним номером командою «Колумбус Блю-Джекетс». 
Дебютував у складі «Блю-Джекетс» в сезоні 2007/08, але більшу частину сезону провів у фарм-клубі в АХЛ у складі «Сірак'юс Кранч».
Початок сезону 2012/13 він провів в австрійському «Зальцбургу». У середині сезону його разом з Дереком Дорсеттом та Джоні Муром обміняли на гравця «Нью-Йорк Рейнджерс» Маріана Габорика.
25 червня 2014 укладає контракт на п'ять років з «рейнджерами». Відігравши за команду з Нью-Йорку чотири сезони був проданий до клубу «Оттава Сенаторс» в обмін на додаткове місце в Драфті 2016 року та гравця «сенаторів» Міку Зібанеджада.

## Збірна
У складі молодіжної збірної Канади став срібним призером чемпіонату світу серед молоді 2005 року. У складі національної збірної виграв чемпіонат світу 2016 року.

## Нагороди та досягнення
- «Кубок RDS» — найкращому новачку року QMJHL (2005)

## Статистика

### Клубні виступи
| 2003–04      | «Драммонвіль Волтіжерс» | ГЮХЛК        | 10   | 0   | 1   | 1   | 0   | 7   | 0  | 0  | 0  | 0  |
| 2004–05      | «Драммонвіль Волтіжерс» | ГЮХЛК        | 69   | 25  | 51  | 76  | 25  | 6   | 1  | 5  | 6  | 6  |
| 2005–06      | «Драммонвіль Волтіжерс» | ГЮХЛК        | 58   | 44  | 72  | 116 | 92  | 7   | 5  | 4  | 9  | 10 |
| 2006–07      | «Драммонвіль Волтіжерс» | ГЮХЛК        | 14   | 6   | 19  | 25  | 24  | 12  | 9  | 15 | 24 | 12 |
| 2007–08      | «Сірак'юс Кранч»        | АХЛ          | 42   | 15  | 36  | 51  | 51  | 13  | 4  | 9  | 13 | 10 |
| 2007–08      | «Колумбус Блю-Джекетс»  | НХЛ          | 17   | 1   | 1   | 2   | 6   | —   | —  | —  | —  | —  |
| 2008–09      | «Колумбус Блю-Джекетс»  | НХЛ          | 31   | 10  | 15  | 25  | 17  | —   | —  | —  | —  | —  |
| 2009–10      | «Колумбус Блю-Джекетс»  | НХЛ          | 79   | 9   | 27  | 36  | 48  | —   | —  | —  | —  | —  |
| 2010–11      | «Колумбус Блю-Джекетс»  | НХЛ          | 74   | 17  | 30  | 47  | 55  | —   | —  | —  | —  | —  |
| 2011–12      | «Колумбус Блю-Джекетс»  | НХЛ          | 74   | 14  | 27  | 41  | 42  | —   | —  | —  | —  | —  |
| 2012–13      | «Зальцбург»             | Австрія      | 6    | 4   | 1   | 5   | 6   | —   | —  | —  | —  | —  |
| 2012–13      | «Колумбус Блю-Джекетс»  | НХЛ          | 34   | 7   | 11  | 18  | 16  | —   | —  | —  | —  | —  |
| 2012–13      | «Нью-Йорк Рейнджерс»    | НХЛ          | 13   | 5   | 6   | 11  | 0   | 12  | 2  | 10 | 12 | 2  |
| 2013–14      | «Нью-Йорк Рейнджерс»    | НХЛ          | 81   | 18  | 27  | 45  | 46  | 23  | 6  | 6  | 12 | 8  |
| 2014–15      | «Нью-Йорк Рейнджерс»    | НХЛ          | 80   | 19  | 41  | 60  | 34  | 19  | 9  | 7  | 16 | 20 |
| 2015–16      | «Нью-Йорк Рейнджерс»    | НХЛ          | 80   | 27  | 31  | 58  | 30  | 5   | 1  | 3  | 4  | 0  |
| 2016–17      | «Оттава Сенаторс»       | НХЛ          | 81   | 14  | 25  | 39  | 24  | 19  | 4  | 7  | 11 | 8  |
| 2017–18      | «Оттава Сенаторс»       | НХЛ          | 58   | 18  | 20  | 38  | 30  | —   | —  | —  | —  | —  |
| 2017–18      | «Піттсбург Пінгвінс»    | НХЛ          | 14   | 3   | 5   | 8   | 4   | 12  | 1  | 3  | 4  | 4  |
| 2018–19      | «Піттсбург Пінгвінс»    | НХЛ          | 40   | 9   | 6   | 15  | 29  | —   | —  | —  | —  | —  |
| 2018–19      | «Флорида Пантерс»       | НХЛ          | 10   | 1   | 3   | 4   | 2   | —   | —  | —  | —  | —  |
| 2018–19      | «Колорадо Аваланч»      | НХЛ          | 20   | 4   | 0   | 4   | 8   | 9   | 0  | 1  | 1  | 8  |
| 2019–20      | «Нью-Йорк Айлендерс»    | НХЛ          | 66   | 10  | 22  | 32  | 16  | 18  | 2  | 6  | 8  | 6  |
| 2020–21      | «Аризона Койотс»        | НХЛ          | 53   | 8   | 12  | 20  | 12  | —   | —  | —  | —  | —  |
| 2021–22      | «Філадельфія Флаєрс»    | НХЛ          | 31   | 6   | 10  | 16  | 10  | —   | —  | —  | —  | —  |
| 2021–22      | «Едмонтон Ойлерз»       | НХЛ          | 15   | 2   | 1   | 3   | 6   | 1   | 0  | 0  | 0  | 0  |
| 2022–23      | «Оттава Сенаторс»       | НХЛ          | 62   | 13  | 10  | 23  | 30  | —   | —  | —  | —  | —  |
| Усього в НХЛ | Усього в НХЛ            | Усього в НХЛ | 1013 | 215 | 330 | 545 | 465 | 118 | 25 | 43 | 68 | 56 |

### Збірна
| Рік                | Команда            | Турнір             | Місце              | І  | Г | П | О  | ШХ |
| ------------------ | ------------------ | ------------------ | ------------------ | -- | - | - | -- | -- |
| 2004               | Канада Квебек      | U17                | 3                  | 6  | 1 | 0 | 1  | 4  |
| 2005               | Канада             | МЧС                | 2                  | 6  | 0 | 4 | 4  | 6  |
| 2016               | Канада             | ЧС                 | 1                  | 10 | 5 | 6 | 11 | 4  |
| Молодіжна збірна   | Молодіжна збірна   | Молодіжна збірна   | Молодіжна збірна   | 12 | 1 | 4 | 5  | 10 |
| Національна збірна | Національна збірна | Національна збірна | Національна збірна | 10 | 5 | 6 | 11 | 4  |